# Vojislav Lukačević
Vojislav Lukačević (em sérvio:  Војислав Лукачевић; 1908 – 14 de agosto de 1945) foi um comandante Chetnik sérvio no Reino da Iugoslávia durante a Segunda Guerra Mundial. Com a eclosão da guerra, ele ocupava o posto de capitão da reserva do Exército Real Iugoslavo.
Quando as potências do Eixo invadiram a Iugoslávia em abril de 1941, Lukačević tornou-se um líder dos chetniks na região de Sandžak e juntou-se ao movimento de Draža Mihailović. Embora os Chetniks fossem um movimento anti-Eixo nos seus objectivos de longo alcance e se envolvessem em actividades de resistência marginais durante períodos limitados, também prosseguiram durante quase toda a guerra uma colaboração táctica ou seletiva com as autoridades de ocupação contra os Partidários Iugoslavos. Eles se envolveram em cooperação com as potências do Eixo, de uma forma ou de outra, estabelecendo modi vivendi ou operando como forças auxiliares sob o controle do Eixo. O próprio Lukačević colaborou extensivamente com os italianos e os alemães em ações contra os guerrilheiros iugoslavos até meados de 1944.
Em janeiro e fevereiro de 1943, enquanto estava sob o comando geral do major Pavle Đurišić, o capitão Lukačević e os seus Chetniks participaram de vários massacres da população muçulmana da Bósnia, Herzegovina e de Sandžak. Imediatamente depois disso, Lukačević e seus Chetniks participaram de uma das maiores operações antipartidárias do Eixo da guerra, Caso Branco, onde lutaram ao lado de tropas italianas, alemãs e croatas (NDH). No mês de novembro seguinte, Lukačević concluiu um acordo formal de colaboração com os alemães e participou numa nova ofensiva antipartidária, a Operação Kugelblitz.
Em fevereiro de 1944, Lukačević viajou para Londres para representar Mihailović no casamento do rei Pedro II da Iugoslávia. Depois de retornar à Iugoslávia em meados de 1944, e em antecipação a um desembarque aliado na costa iugoslava, ele decidiu romper com Mihailović e lutar contra os alemães, mas isso durou pouco, pois foi capturado pelos guerrilheiros alguns meses depois. Após a guerra, ele foi julgado por colaboração e crimes de guerra e condenado à morte. Ele foi executado em agosto de 1945.

## Biografia
Lukačević nasceu em 1908 em Belgrado, Reino da Sérvia, em uma rica família de banqueiros.  A certa altura, ele foi contratado pela empresa francesa de engenharia civil Société de Construction des Batignolles.  Ele alcançou o posto de capitão nas reservas do Exército Real Iugoslavo antes da Segunda Guerra Mundial. 

## Invasão e ocupação
Após a eclosão da Segunda Guerra Mundial, o governo do Príncipe Regente Paulo da Iugoslávia declarou sua neutralidade.  Apesar disso, e com o objetivo de assegurar o seu flanco sul para o ataque pendente à União Soviética, Adolf Hitler começou a exercer forte pressão sobre o Reino da Iugoslávia para assinar o Pacto Tripartite e juntar-se ao Eixo. Após algum atraso, o governo iugoslavo assinou condicionalmente o Pacto em 25 de março de 1941. Dois dias depois, um golpe de estado sem derramamento de sangue depôs o príncipe Paulo e declarou maior de idade o príncipe Pedro II da Iugoslávia, de 17 anos.  Após a subsequente invasão da Iugoslávia liderada pelos alemães e a capitulação iugoslava 11 dias depois, Lukačević escondeu-se nas florestas. Logo retornou a Belgrado, onde tomou conhecimento das atividades de Draža Mihailović . Ele então deixou a capital com alguns outros oficiais e soldados para formar um destacamento Chetnik na área de Novi Pazar, na região de Sandžak .  Em 16 de novembro de 1941, as forças muçulmanas de Novi Pazar e as forças albanesas do Kosovo atacaram Raška e avançaram rapidamente em direção à cidade. Eles foram comandados por Aćif Hadžiahmetović. A situação para os defensores tornou-se muito difícil, por isso Lukačević envolveu-se pessoalmente na defesa da cidade.  Em 17 de novembro, pararam o avanço das forças de Hadžiahmetović e forçaram-nas a recuar. Em 21 de novembro, Lukačević participou no ataque das forças Chetnik a Novi Pazar.  No verão de 1942, Lukačević e os seus Chetniks lutaram contra os Partidários na Herzegovina.  Em outubro, Lukačević lidera pessoalmente uma unidade em operações mais amplas contra os remanescentes dos guerrilheiros iugoslavos em Srez de Pljevlja. Em cavernas perto da aldeia de Dobrilovana, sua unidade mata 2 e captura 12 comunistas. Os capturados são entregues ao comando Chetnik em Kolašin. Estas operações eliminam quase completamente a presença partidária na região de Pljevlja. 

## Massacres de muçulmanos
Em dezembro de 1942, Chetniks de Montenegro e Sandžak reuniram-se numa conferência na aldeia de Šahovići, perto de Bijelo Polje. A conferência foi dominada pelo comandante montenegrino sérvio Chetnik, Major Pavle Đurišić, e as suas resoluções expressavam extremismo e intolerância, bem como uma agenda que se centrava na restauração do status quo pré-guerra na Jugoslávia, implementada nas suas fases iniciais por uma ditadura Chetnik. Também reivindicou partes do território dos vizinhos da Iugoslávia.  Nesta conferência, Mihailović foi representado pelo seu chefe de gabinete, Major Zaharije Ostojić,  que tinha sido anteriormente encorajado por Mihailović a travar uma campanha de terror contra a população muçulmana que vive ao longo das fronteiras de Montenegro e Sandžak. 
A conferência decidiu destruir as aldeias muçulmanas do distrito de Čajniče, na Bósnia. Em 3 de janeiro de 1943, Ostojić emitiu ordens para "limpar" o distrito de Čajniče das organizações Ustaše-muçulmanas. Segundo o historiador Radoje Pajović, Ostojić elaborou um plano detalhado que evitava especificar o que seria feito com a população muçulmana do distrito. Em vez disso, estas instruções deveriam ser dadas oralmente aos comandantes responsáveis. Atrasos no movimento das forças de Chetnik para a Bósnia para participar da ofensiva antipartidária Caso Branco ao lado dos italianos permitiram ao Comando Supremo de Chetnik expandir a operação de "limpeza" planejada para incluir o distrito de Pljevlja em Sandžak e o distrito de Foča na Bósnia. Uma força Chetnik combinada de 6.000 foi montada, dividida em quatro destacamentos, cada um com seu próprio comandante. Lukačević comandou uma força de 1.600, composta por chetniks de Višegrad, Priboj, Nova Varoš, Prijepolje, Pljevlja e Bijelo Polje. A sua força formou um dos quatro destacamentos, e Mihailović ordenou que todos os quatro destacamentos fossem colocados sob o comando geral de Đurišić. 

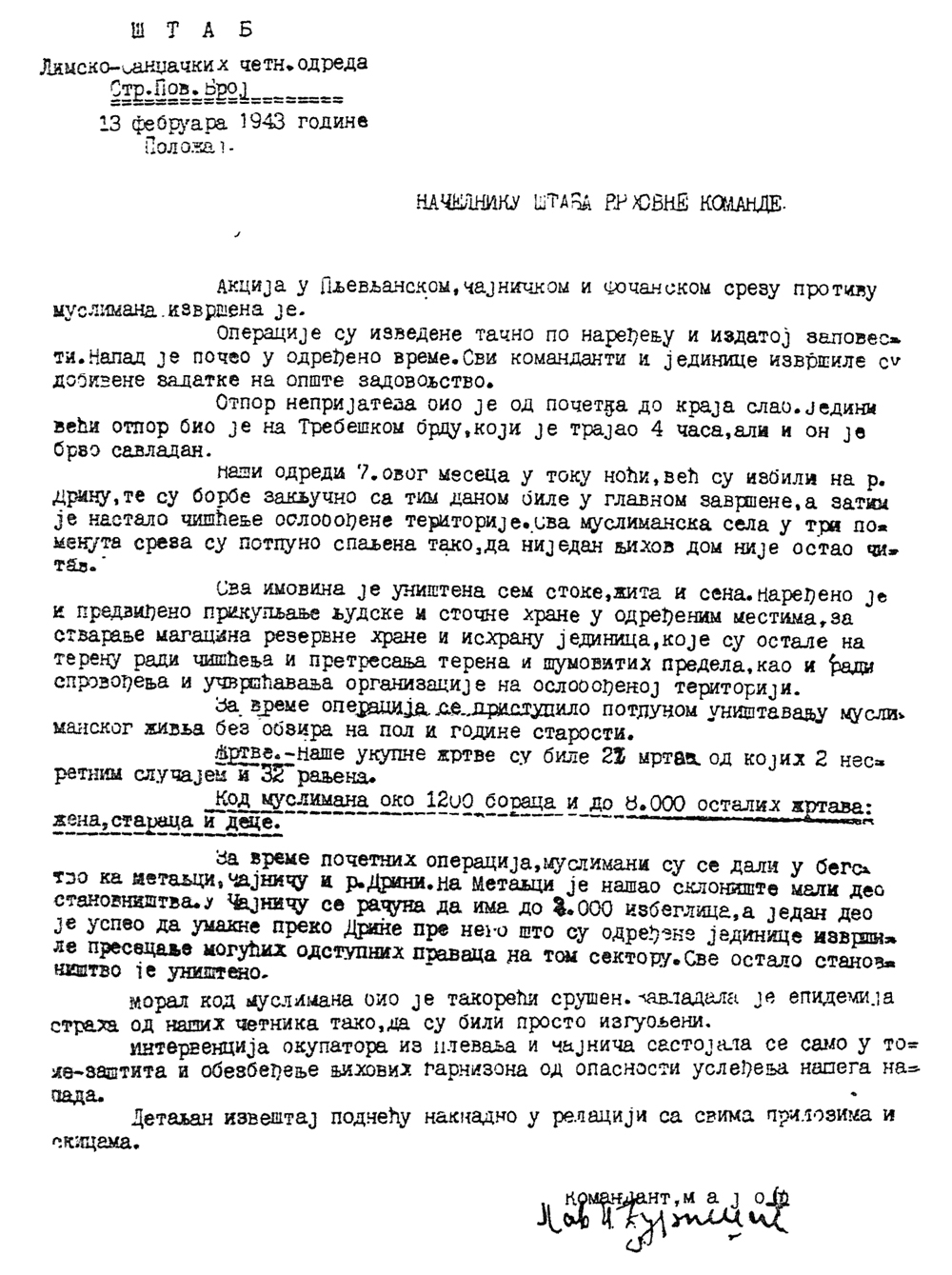
Relatório de Đurišić de 13 de fevereiro de 1943 informando Mihailović sobre os massacres de muçulmanos no sudeste da Bósnia e em Sandžak. Lukačević e os seus Chetniks fizeram parte da força que executou os massacres.

No início de fevereiro de 1943, durante o seu avanço para noroeste em direção à Herzegovina, em preparação para o seu envolvimento no Caso White, a força combinada Chetnik massacrou um grande número da população muçulmana nas áreas-alvo. Num relatório a Mihailović datado de 13 de fevereiro de 1943, Đurišić relatou que as forças Chetnik sob o seu comando mataram cerca de 1.200 combatentes muçulmanos e cerca de 8.000 idosos, mulheres e crianças, e destruíram todas as propriedades, exceto gado, grãos e feno, que eles havia apreendido.  Đurišić relatou que: 
As operações foram executadas exatamente de acordo com as ordens. [...] Todos os comandantes e unidades cumpriram suas tarefas de forma satisfatória. [...] Todas as aldeias muçulmanas nos três distritos acima mencionados estão totalmente queimadas, de modo que nenhuma das casas permaneceu intacta. Todas as propriedades foram destruídas, exceto gado, milho e feno. Em alguns locais foi ordenada a recolha de forragens e alimentos para que possamos montar armazéns de alimentos reservados às unidades que permaneceram no terreno, a fim de purgá-los e fazer buscas nas áreas arborizadas, bem como estabelecer e fortalecer a organização no território libertado. Durante as operações foi empreendida a aniquilação completa da população muçulmana, independentemente do sexo e da idade.

–Pavle Đurišić
As ordens para a operação de "limpeza" afirmavam que os Chetniks deveriam matar todos os combatentes muçulmanos, comunistas e Ustaše, mas não deveriam matar mulheres e crianças. Segundo Pajović, estas instruções foram incluídas para garantir que não houvesse provas escritas sobre o assassinato de não combatentes. Em 8 de fevereiro, um comandante do Chetnik fez uma anotação em sua cópia das ordens escritas emitidas por Đurišić de que os destacamentos haviam recebido ordens adicionais para matar todos os muçulmanos que encontrassem. Em 10 de fevereiro, Jovan Jelovac, comandante da Brigada Pljevlja, subordinada a Lukačević, disse a um dos comandantes do seu batalhão que deveria matar todos, de acordo com as ordens dos seus mais altos comandantes.  De acordo com o historiador Professor Jozo Tomasevich, apesar de Chetnik afirmar que esta e as "ações de limpeza" anteriores foram contramedidas contra as atividades agressivas muçulmanas, todas as circunstâncias apontam para que seja uma realização parcial de Đurišić da diretiva anterior de Mihailović de limpar Sandžak dos muçulmanos. 
Após a primeira parte das operações, Lukačević foi incumbido de comandar os 'territórios libertados'. Numa reunião com o representante do comando italiano de Pljevlja em 10 de fevereiro, Lukačević afirmou que o seu objetivo é 'eliminar ou expulsar todos os muçulmanos em Pljevlja e Čajniče Okrugs'.  Os líderes colaboracionistas muçulmanos solicitaram aos italianos que permitissem o regresso dos refugiados muçulmanos. Lukačević escreveu ao comando italiano que se lhe entregassem os refugiados, ele "resolveria o problema com eles em algumas horas", por isso os italianos rejeitaram a proposta de Lukačević e ficou claro que os muçulmanos não regressariam às suas casas tão cedo.  O primeiro retorno significativo foi observado após o Caso Negro em junho de 1943, pois enfraqueceu as forças Chetnik na região, mas Lukačević ainda tinha ordens para impedir o retorno dos muçulmanos em sua área de comando. 

## Caso Branco
Lukačević e seus Chetniks foram atraídos para uma colaboração mais estreita com o Eixo durante a segunda fase do Caso White,   que ocorreu nos vales dos rios Neretva e Rama no final de fevereiro de 1943  e foi um dos maiores anti -Ofensivas partidárias da guerra.  Apesar do facto de os Chetniks serem um movimento anti-Eixo nos seus objectivos de longo alcance  e terem se envolvido em actividades de resistência marginais por períodos limitados,  o seu envolvimento no Caso White é um dos exemplos mais significativos da sua estratégia táctica. ou colaboração seletiva com as forças de ocupação do Eixo.  Neste caso, os Chetniks participantes receberam apoio logístico italiano e incluíram aqueles que operavam como forças auxiliares legalizadas sob controlo italiano.  Durante esta ofensiva, entre 12.000 e 15.000 Chetniks lutaram ao lado das forças italianas,  e Lukačević e os seus Chetniks também lutaram ao lado das tropas alemãs e croatas contra os Partidários. 
Em fevereiro de 1943, durante a segunda fase do Caso White, Lukačević e seus Chetniks dominaram conjuntamente a cidade de Konjic, no rio Neretva, ao lado das tropas italianas.  Depois de ser reforçada por tropas alemãs e NDH e alguns chetniks adicionais, a força combinada manteve a cidade contra ataques concertados dos guerrilheiros durante um período de sete dias.  O primeiro ataque foi lançado por dois batalhões da 1ª Divisão Proletária em 19 de fevereiro e foi seguido por repetidos ataques da 3ª Divisão de Assalto entre 22 e 26 de fevereiro.  Incapazes de capturar a cidade e a sua ponte crítica sobre o Neretva, os guerrilheiros acabaram por cruzar o rio a jusante em Jablanica.  Ostojić estava ciente da colaboração de Lukačević com os alemães e as tropas do NDH em Konjic, mas, no seu julgamento, Mihailović negou que ele próprio estivesse ciente disso, alegando que Ostojić controlava as ligações de comunicação e ocultava-lhe as informações.  Durante os combates em Konjic, os alemães também forneceram munição às tropas de Lukačević.  Tanto Ostojić como Lukačević criticaram fortemente o que descreveram como as táticas ousadas mas imprudentes de Mihailović durante o Caso White, indicando que Mihailović foi o grande responsável pelo fracasso de Chetnik em deter os Partisans em Neretva. 
Em setembro de 1943, imediatamente após a capitulação italiana, a Divisão Italiana de Veneza, que estava guarnecida em Berane, rendeu-se ao coronel executivo de operações especiais britânico Bill Bailey e ao major Lukačević, mas Lukačević e suas tropas não conseguiram controlar os italianos rendidos. As formações partidárias chegaram a Berane pouco depois e conseguiram convencer os italianos a juntarem-se a elas. 

## Colaboração com os alemães
Em setembro de 1943, o tenente-coronel dos Estados Unidos Albert B. Seitz e o tenente George Musulin saltaram de pára-quedas no Território do Comandante Militar na Sérvia,  junto com o brigadeiro britânico Charles Armstrong.  Em novembro, Seitz e outro oficial de ligação americano, o capitão Walter R. Mansfield, conduziram uma viagem de inspeção às áreas de Chetnik, incluindo a de Lukačević. Durante a viagem, eles testemunharam combates entre Chetniks e Partisans. Devido à sua relativa liberdade de movimento, os americanos presumiram que os Chetniks controlavam o território por onde se moviam. No entanto, apesar dos elogios que Seitz expressou a Lukačević, o líder do Chetnik colaborava com os alemães ao mesmo tempo que recebia os visitantes americanos. 
Em meados de novembro de 1943, o major Lukačević era o chefe dos destacamentos Chetnik baseados perto de Stari Ras, perto de Novi Pazar em Sandžak. Em 13 de novembro, seu representante celebrou um acordo formal de colaboração (em alemão:  Waffenruhe-Verträge) com o representante do Comandante Militar Alemão no sudeste da Europa, General der Infanterie (Tenente-General) Hans Felber.   O acordo foi assinado em 19 de novembro, e abrangia uma grande parte do Sandžak e do Território do Comandante Militar na Sérvia, delimitado por Bajina Bašta, o rio Drina, o rio Tara, Bijelo Polje, Rožaje, Kosovska Mitrovica, o rio Ibar, Kraljevo, Čačak e Užice.  Nos termos do acordo, um oficial de ligação especial alemão foi designado para Lukačević para aconselhar sobre táticas, garantir a cooperação e facilitar o fornecimento de armas e munições.  O primeiro-ministro britânico, Winston Churchill, leu o texto descriptografado do acordo entre Lukačević e Felber, que teve uma influência significativa na mudança de atitude dos britânicos em relação a Mihailović. 
No início de dezembro de 1943, os Chetniks de Lukačević participaram da Operação Kugelblitz, a primeira de uma série de operações alemãs ao lado da 1ª Divisão de Montanha, 7ª Divisão de Montanha Voluntária SS Prinz Eugen, e partes da 187ª Divisão de Reserva, a 369ª Divisão de Infantaria (croata) e a 24ª Divisão Búlgara. Os guerrilheiros evitaram um confronto decisivo e a operação foi concluída em 18 de dezembro.  Também durante o mês de dezembro, o SS- Standartenführer Karl von Krempler, o SS-Standartenführer Karl von Krempler, líder da polícia em Sandžak, publicou avisos autorizando os sérvios locais a se juntarem aos Chetniks de Lukačević. Em 22 de dezembro, logo após a conclusão da Operação Kugelblitz, Oberst (Coronel) Josef Remold emitiu uma ordem do dia elogiando Lukačević por seu entusiasmo na luta contra os guerrilheiros em Sandžak, e permitiu-lhe manter algumas das armas que havia capturado. 

## Ruptura com Mihailović
Em meados de fevereiro de 1944, Lukačević, Baćović e outro oficial acompanharam Bailey até a costa ao sul de Dubrovnik e foram evacuados de Cavtat por uma canhoneira da Marinha Real. A sua passagem pelo território ocupado pelos alemães foi provavelmente facilitada pela acomodação de Lukačević com os alemães. A certa altura, Lukačević foi convidado para uma refeição com o comandante da guarnição alemã de uma cidade próxima, mas recusou a oferta. Lukačević e os outros viajaram via Cairo para Londres, onde Lukačević representou Mihailović no casamento do rei Pedro em 20 de março de 1944.  Depois que o governo britânico decidiu retirar o apoio a Mihailović, Lukačević e seus companheiros Chetnik não foram autorizados a retornar à Iugoslávia até que a missão britânica em Mihailović liderada por Armstrong tivesse sido evacuada com segurança do território ocupado.  Lukačević e os outros foram detidos pelos britânicos em Bari e minuciosamente revistados pelas autoridades locais, que os suspeitavam de um roubo ocorrido pouco tempo antes no consulado iugoslavo no Cairo. A maior parte do dinheiro, joias e cartas não censuradas que carregavam foram apreendidas. Os homens saíram de Bari em 30 de maio e pousaram em um campo de aviação improvisado em Pranjani, a noroeste de Čačak, pouco depois. Como o desembarque em Pranjani coincidiu com a partida de Armstrong, Lukačević e Baćović exigiram que Armstrong fosse mantido como refém até que seus pertences apreendidos pudessem ser devolvidos de Bari. Os Chetniks no campo de aviação recusaram-se a manter Armstrong por mais tempo, e ele foi autorizado a partir sem incidentes. 
Em meados de 1944, depois que Mihailović foi destituído de seu cargo de Ministro do Exército, Marinha e Força Aérea como resultado da demissão do governo Purić pelo Rei Pedro,  Lukačević tentou entrar em contato de forma independente com os Aliados na Itália no esperança de "chegar a um entendimento sobre uma luta comum contra o inimigo".  Quando estas tentativas falharam, Lukačević anunciou em agosto de 1944 que ele e outros comandantes Chetnik no leste da Bósnia, leste da Herzegovina e Sandžak já não obedeciam às ordens de Mihailović e estavam a formar um movimento de resistência independente para combater os ocupantes e aqueles que colaboravam com eles.  No início de setembro, ele emitiu uma proclamação ao povo explicando as razões para atacar os alemães.  Em 19 de outubro, Lukačević propôs que os Chetniks mudassem a sua política para saudar o Exército Vermelho como libertadores e pedir para serem colocados sob o comando de um general russo.  Ele também tentou firmar um pacto de não-agressão com os guerrilheiros.  Posteriormente, ele desdobrou seus 4.500 Chetniks para o sul da Herzegovina e durante vários dias, a partir de 22 de setembro, eles atacaram a 369ª Divisão de Infantaria (croata) e a linha ferroviária Trebinje – Dubrovnik, capturando algumas aldeias e fazendo centenas de prisioneiros.  Mihailović dispensou formalmente Lukačević do seu comando e pediu a outros comandantes do Chetnik que agissem contra ele.  No entanto, os guerrilheiros, preocupados com a tentativa de ligação de Lukačević com um temido desembarque britânico na costa do Adriático, atacaram as suas forças em 25 de setembro, primeiro capturando a sua fortaleza em Bileća e depois derrotando-o de forma abrangente.  Com várias centenas de Chetniks restantes, Lukačević retirou-se até Foča antes de retornar à área de Bileća na esperança de se unir a pequenos destacamentos de tropas britânicas que haviam desembarcado para apoiar as operações partidárias. Em vez disso, ele foi capturado pelos guerrilheiros.  

## Julgamento e execução
Lukačević, juntamente com outros réus, foi julgado por um tribunal militar em Belgrado entre 28 de julho e 9 de agosto de 1945. Ele foi acusado de conduzir o massacre de Foča, de participar no extermínio da população muçulmana, de colaborar com as forças de ocupação e do governo fantoche sérvio do general Milan Nedić e de cometer crimes contra os guerrilheiros. Ele foi considerado culpado de vários crimes e executado por um pelotão de fuzilamento em 14 de agosto de 1945. 

### Livros
- Ćuković, Mirko (1964). Sandžak. [S.l.]: Nolit-Prosveta
- Dedijer, Vladimir; Miletić, Antun (1990). Genocid nad Muslimanima, 1941–1945 (em servo-croata). Sarajevo: Svjetlost. ISBN 978-8-60101-525-8
- Judah, Tim (2000). The Serbs: History, Myth and the Destruction of Yugoslavia 2nd ed. New Haven: Yale University Press. ISBN 978-0-300-08507-5
- Milazzo, Matteo J. (1975). The Chetnik Movement & the Yugoslav Resistance. Baltimore: Johns Hopkins University Press. ISBN 978-0-8018-1589-8
- Pajović, Radoje (1987). Pavle Đurišić (em servo-croata). Zagreb: Centar za informacije i publicitet
- Pavlowitch, Stevan K. (2008). Hitler's New Disorder: The Second World War in Yugoslavia. New York: Columbia University Press. ISBN 978-1-85065-895-5
- Roberts, Walter R. (1987). Tito, Mihailović and the Allies: 1941–1945 3rd ed. New Brunswick, NJ: Duke University Press. ISBN 978-0-8223-0773-0
- Tomasevich, Jozo (1975). War and Revolution in Yugoslavia, 1941–1945: The Chetniks. Stanford: Stanford University Press. ISBN 978-0-8047-0857-9
- Živković, Milutin D. (2017). Санџак 1941–1943 [Sandžak 1941–1943] (Doctoral) (em servo-croata). Belgrade: University of Belgrade. OCLC 1242119546

### Jornais
- Hehn, Paul N. (1971). «Serbia, Croatia and Germany 1941–1945: Civil War and Revolution in the Balkans». University of Alberta. Canadian Slavonic Papers. 13 (4): 344–373. JSTOR 40866373. doi:10.1080/00085006.1971.11091249
- Živković, Milutin (2011). «Dešavanja u Sandžaku od julskog ustanka do kraja 1941 godine» (PDF). Priština, Leposavić: Institute for Serbian Culture. Baština (em sérvio). 31. Consultado em 12 Jun 2014

### Documentos
- G-2 (PB) (1944). «The Četniks: A Survey of Četnik Activity in Yugoslavia, April 1941 – July 1944». Caserta, Italy: Allied Forces Headquarters